# Бора Дугић
Борислав Дугић (Ђурђево, 10. јун 1949), познат по надимку Бора, српски је музичар.

## Биографија
Завршио гимназију и Вишу педагошку школу, Одсек математике у Крагујевцу. Био је секретар КУД „Абрашевић“ у Крагујевцу, члан Великог народног оркестра Радио-телевизије Београд, а као солиста фрулаш снимио је десетак плоча и касета, неколико CD-ова и видео-касета и одржао стотињак солистичких концерата широм света.
Добитник је Октобарске награде града Крагујевца, Златног беочуга за трајни допринос култури Београда и бројних домаћих и међународних признања.
У књизи за први разред основне школе, уз објашњење шта је фрула стоји његова фотографија, на шта је посебно поносан, као и на чињеницу да у уџбенику за пети основне пише како је фрула једноставан инструмент, али неки фрулаши могу да на њој свирају и теже композиције много дубљег садржаја. Тако се препоручује ђацима да слушају причу Чаробна фрула Боре Дугића.
У 2004. години је прославио 35 година уметничког рада великим солистичким концертом Игра Духа и Даха у Сава центру, уз огромно одушевљење публике и салве аплауза.
Дугић је био посебан гост у победничком наступу Јелене Томашевић на Беовизији 2008 са етно баладом Оро.
Добио је Орден Светог Саве другог степена, одликовала га је Српска православна црква фебруара 2013. године.
9. јануара 2020. је објављено да ће учествовати на Беовизији са Балкубаном изводећи песму Свадба Велика. Ипак због здравствених проблема није могао присуствовати пробама и полуфиналној вечери.

## Приватни живот
Ожењен је Миланком, колегиницом по образовању, имају кћерку Јасмину, дипломираног костимографа, и сина Бојана који је дипломирао на Беркли универзитету у Бостону на Одсеку музичке продукције и инжењеринга и живи и ради у Њујорку.

## Награде
- 2005: Награда Браћа Карић

## Фестивали
- 1972. Илиџа - Трикићево коло (дуга награда, солиста на фрули уз Јовицу Петковића)
- 1973. Илиџа - Биљанино коло (дуга награда, солиста на фрули уз Јовицу Петковића)
- 1999. Фестивал "Драгиша Недовић", Крагујевац - Стани, стани, Ибар водо
- 2000. Фестивал "Драгиша Недовић", Крагујевац - Сплет песама
- 2008. Беовизија - Оро (са Јеленом Томашевић), победничка песма / Евросонг, шесто место
- 2020. Беовизија - "Свадба велика (са Балкубаном)